# Bank Wschodni (Poznań)
Bank Wschodni (niem. Ostbank für Handel und Gewerbe) – bank (spółka akcyjna) działający w Poznaniu w latach 1898–1918.
Bank był najpotężniejszą instytucją bankową w mieście, dysponującą kapitałem większym niż wszystkie polskie banki razem wzięte (bez bankowości spółdzielczej). Działalność rozpoczęto z kapitałem 8 milionów marek, by w początkach XX wieku osiągnąć sumę 18 milionów marek. Stan ten Ostbank zawdzięczał poparciu polityków berlińskich, a także wsparciu tamtejszych banków, które były do tego częściowo przymuszane drogą wykupywania akcji banku poznańskiego. W 1908 aż 75% akcji Ostbanku należało do czterech banków z Berlina. Do 1914 uruchomiono prawie 40 oddziałów na terenie Wielkopolski i Pomorza. Spółka stawiała sobie jako główny cel wspieranie handlu i przemysłu oraz prowadzenie operacji handlowych, także obrotu nieruchomościami. Nie posiadała natomiast w statucie czynności bankowych.